# Spessart Brauerei

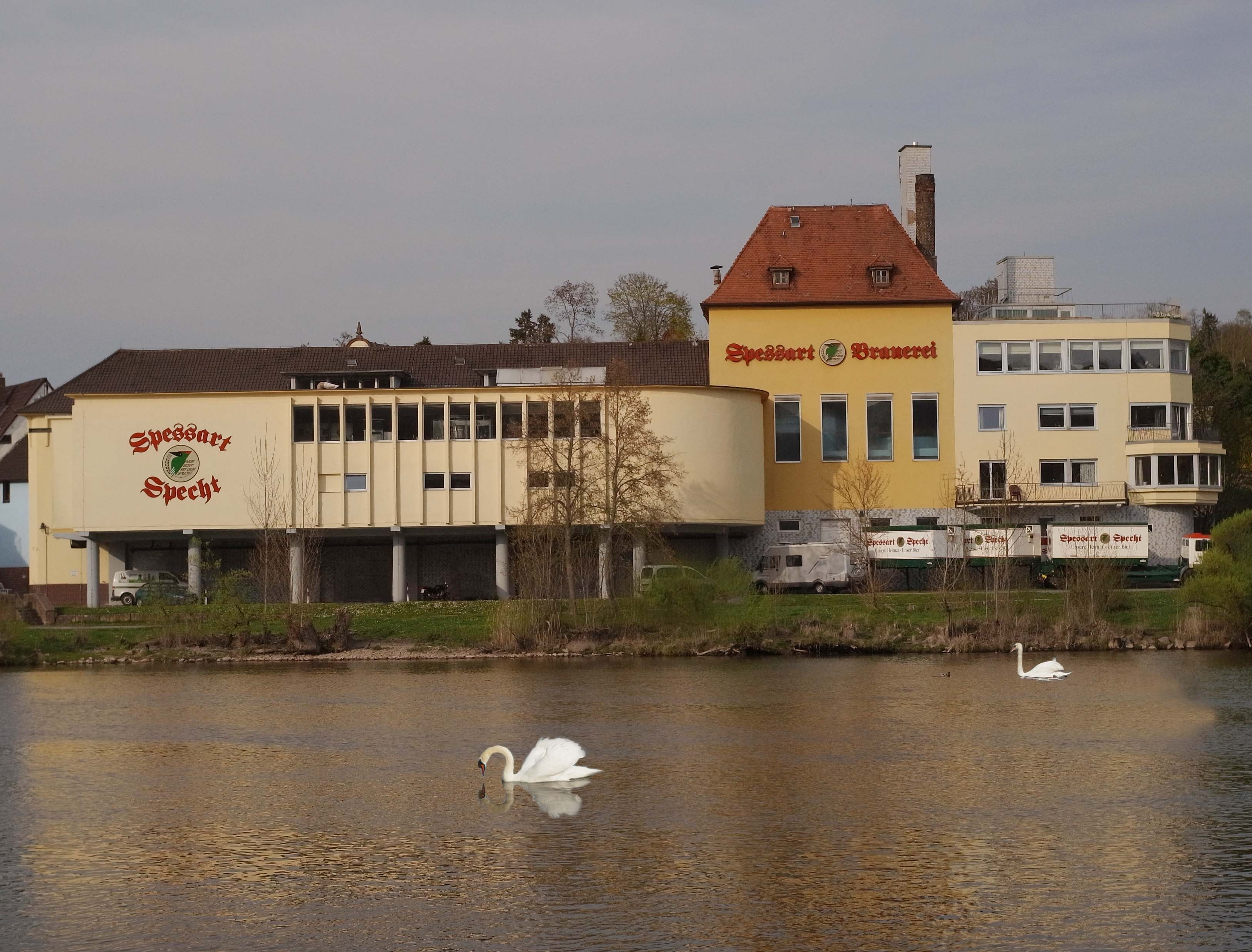
Die Spessart Brauerei in Kreuzwertheim

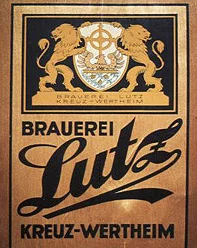
Altes Logo Brauerei Lutz

Die Spessart Brauerei GmbH ist eine Brauerei mit Sitz im Markt Kreuzwertheim im unterfränkischen Landkreis Main-Spessart.

## Geschichte
Ihren Ursprung hat die Spessart Brauerei im Gasthaus zum „Goldenen Löwen“ am Standort der heutigen Brauerei, das erstmals am 9. Mai 1741 erwähnt wurde. 1809 erhielt Georg Michael Junker das „Bierbrausteuerrecht gegen bare Verlegung eines Gulden…“ urkundlich zugeteilt. Er betreibt bis 1830 damit eine Brauerei.
Unter Vorlage der alten Urkunde von 1809 erwarb Johann Leonhard Lutz am 25. August 1884 die Brauerei und das Gasthaus zusammen für 9000 RM. Mit dem hölzernen Maisch- und Läuterbottich aus der Junkerschen Brauerei, einem Waschkessel als Braukessel und der Kelter als Kühlschiff, wurde der erste Probesud gekocht.
Die Wiedereröffnung des Brauereibetriebes ist auf das Jahr 1887 datiert, das damit zum Gründungsjahr der heutigen Brauerei wurde und unter dem Namen Brauerei Lutz geführt wurde. Das Firmenzeichen der Lutz´schen Brauerei zeigte einen aufrechtstehenden Löwen, der später durch zwei Löwen und dem damaligen Wappen von Kreuzwertheim ersetzt wurde.
In den 1970er Jahren wurde Horst Müller der Nachfolger von Lutz. Schrittweise wurde die Brauerei in Spessart Brauerei umbenannt. Der Specht wurde zum neuen Firmenlogo. Ende 2020 verkaufte Horst Müller den Betrieb an Norbert Zierer aus Freising.
Die Spessart-Brauerei Lutz KG wurde 2003 aufgespaltet in die Lutz GmbH & Co. KG (Immobilien, aufgelöst 2024) und die Spessart Brauerei GmbH (Brauereibetrieb). Im April 2021 übernahmen Friedrich Wilhelm als geschäftsführender Gesellschafter und Christian Meier als Immobilienbesitzer die Brauerei als Führungsduo. Der Betrieb wird mit regionaler Ausrichtung weitergeführt.
Die Spessart-Brauerei braut überwiegend Fassbier für die Gastronomie. Das Flaschenbier und die alkoholfreien Getränke werden in eigener Herstellung erzeugt. Spessart-Bier wird nach dem Bayerischen Reinheitsgebot von 1516 gebraut.

## Produkte
- Goldspecht (Festbier)
- Kreuzwertheimer Hell
- Räuberchen Hell und Dunkel